# 미친개들
《미친개들》(프랑스어: Enrages)는 2015년에 개봉한 프랑스, 캐나다의 영화이다.

## 출연진
- 귀욤 고익스: 사브리 역
- 램버트 윌슨: 아이 아빠 역
- 비에르지니 르도엔: 여자 인질 역
- 프랑크 가스탐비드: 마뉘 역
- 프란시스 아노드: 빈센트 역
- 로랑 뤼카스
- 가브리엘 라주어
- 피에르 르보
- 크리스토퍼 타이슨